# Mein Kampf
Mein Kampf (ou Mon combat en français) est un livre rédigé par Adolf Hitler entre 1924 et 1925.
Commencé pendant les neuf mois de sa détention à la prison de Landsberg à la suite du putsch de la Brasserie, l'ouvrage contient des éléments autobiographiques, l'histoire des débuts du Parti national-socialiste des travailleurs allemands (NSDAP) et diverses réflexions sur la propagande ou l'art oratoire. L'auteur expose, dans un style empreint de haine, la « conception du monde » du national-socialisme, avec ses composantes hégémoniques, belliqueuses mais aussi racistes et ouvertement antisémites, mêlée d'irrédentisme, d'ultranationalisme et de revanchisme. Si l'ouvrage peut être perçu comme un véritable « livre programme », les chambres à gaz (qui viennent tout juste d'être inventées aux États-Unis) n'y sont cependant pas évoquées, même si l'auteur effectue une allusion à l'utilisation des gaz de combat de la Première Guerre mondiale en lien avec la population juive d'Allemagne.
Jusqu'en 2015, le Land de Bavière, héritier d'Adolf Hitler, exerce ses droits d'auteur. Le texte entre dans le domaine public le 1er janvier 2016, ce qui relance le débat sur l'opportunité de rééditer l'ouvrage.

## Rédaction
La rédaction de Mein Kampf répond à plusieurs motivations de l'auteur :
1. Emprisonné du 11 novembre 1923 au 20 décembre 1924[2] à la prison de Landsberg à la suite du putsch de la Brasserie, Hitler se sent trahi. Gouverné par l'émotion et la colère, il cherche un règlement de comptes personnel ;
2. Du fait des avocats qu'il a dû engager pour sa défense, Hitler est criblé de dettes et la perspective de droits d'auteur n'est pas étrangère à sa démarche d'écriture ;
3. Enfin et surtout, Hitler veut s'imposer politiquement et devenir la force idéologique principale des milieux nationalistes de son époque. La rédaction d'un texte qu'il conçoit comme un manifeste est pour lui une étape obligée de son parcours politique.

Lors de son emprisonnement, Hitler tape lui-même son texte sur une machine à écrire Remington ou le dicte parfois à quelques-uns de ses camarades emprisonnés, comme Rudolf Hess et Emil Maurice. Originellement intitulé : Viereinhalb Jahre Kampf gegen Lüge, Dummheit und Feigheit (« Quatre ans et demi de lutte contre les mensonges, la stupidité et la couardise »), l'ouvrage prend son titre définitif : Mein Kampf. Eine Abrechnung (« Mon Combat. Un règlement de comptes ») sur une idée de l'éditeur Max Amann. Les premiers lecteurs sont les fidèles de Hitler ; le succès du livre auprès des siens encourage Adolf Hitler à rédiger un second tome.
Hitler a quitté l'école très tôt et n'a pas l'habitude d'écrire, d'où un style confus ; l'ensemble est un fatras de considérations diverses avec de longues digressions. Pour les commentateurs de l'ouvrage comme l'Institut d'histoire contemporaine de Munich, le manque de professionnalisme de l'auteur explique aussi pourquoi on a longtemps sous-estimé la nocivité du livre, les passages les plus sulfureux étant noyés dans un ensemble mal rédigé.
Le texte d'origine a ensuite été remanié à plusieurs reprises par l'entourage de Hitler pour lui donner une forme plus cohérente et plus lisible. C'est du moins ce qu'affirme Otto Strasser, dont le frère Gregor Strasser était en détention avec Hitler à Landsberg-am-Lech, dans son ouvrage Hitler et moi (Hitler und ich) : « […] Le Père Stempfle […] travailla pendant des mois à mettre en ordre et à lier les pensées exprimées dans Mein Kampf. » Plus loin, le même auteur laisse entendre que Hitler n'aurait « jamais pardonné » à Bernhard Stempfle, qui fut l'une des victimes de la Nuit des longs couteaux en 1934, d’avoir relevé autant d’insuffisances dans la relecture du manuscrit.
Après sa sortie de prison en décembre 1924, Hitler acheta un petit chalet à l'Obersalzberg pour se « mettre au vert » : c'est là qu'il termina le second tome de son livre avec l'aide de son aide de camp Rudolf Hess.

## Un succès de librairie tardif

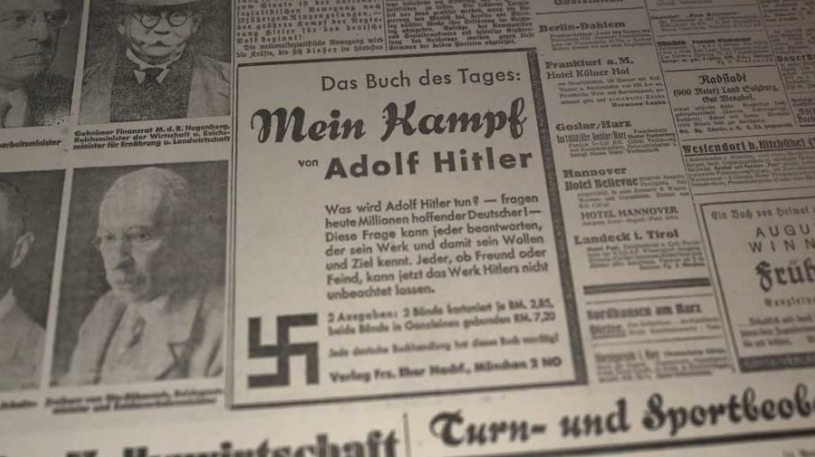
Encart publicitaire pour Mein Kampf paru le 31 janvier 1933 dans le journal nazi Völkischer Beobachter.

Le premier volume est publié le 18 juillet 1925 ; le second le 11 décembre 1926 se termine avec une dédicace à son « professeur »[pas clair] Dietrich Eckart. À sa parution, le livre — qui coûte le prix élevé, à l'époque, de douze reichsmarks — connaît un succès modeste : jusqu'en 1929, 23 000 exemplaires du premier volume et seulement 13 000 du second sont vendus.
Après 1930, le tirage augmente fortement. La presse nazie encourage la lecture de Mein Kampf dans des termes très clairs. Le 30 janvier 1933, Hitler devient chancelier du Reich et présente son cabinet. Dès le lendemain, le 31 janvier, Eher-Verlag (de) fait paraître dans le Völkischer Beobachter un encart intitulé « Le livre du jour : Mein Kampf d’Adolf Hitler » et dont le texte est le suivant : « Que va faire Hitler ? se demandent aujourd’hui des millions d’Allemands pleins d'espoir. Pour le savoir, il suffit de lire son livre. Ainsi vous connaitrez ses buts et sa volonté. Personne, ami ou adversaire, ne peut plus rester indifférent à ce livre. » Les ventes explosent et pas moins de 900 000 exemplaires sont écoulés dans la seule année 1933. Jusqu'en 1935, il s'en vend 1,5 million. À partir d'avril 1936, il devient le cadeau de mariage de l'État aux couples allemands. Ian Kershaw estime le tirage à environ 10 millions d'exemplaires en allemand jusqu'en 1945, ce qui représente près d'un foyer allemand sur deux. On estime qu'à cette époque un Allemand sur cinq a lu le livre, mais, habitués à une rhétorique radicale, beaucoup pensaient que ces idées fantasques ne seraient jamais mises en œuvre.
Durant le Troisième Reich, on estime à 12 millions le nombre d'exemplaires vendus par Hitler, ce qui lui aurait permis d'acheter sa résidence secondaire, le Berghof, avec les droits d'auteur. Ces revenus lui permirent aussi de renoncer à son traitement de chancelier en 1933, ce qui l’aida à légitimer davantage sa prise de pouvoir.[réf. nécessaire]

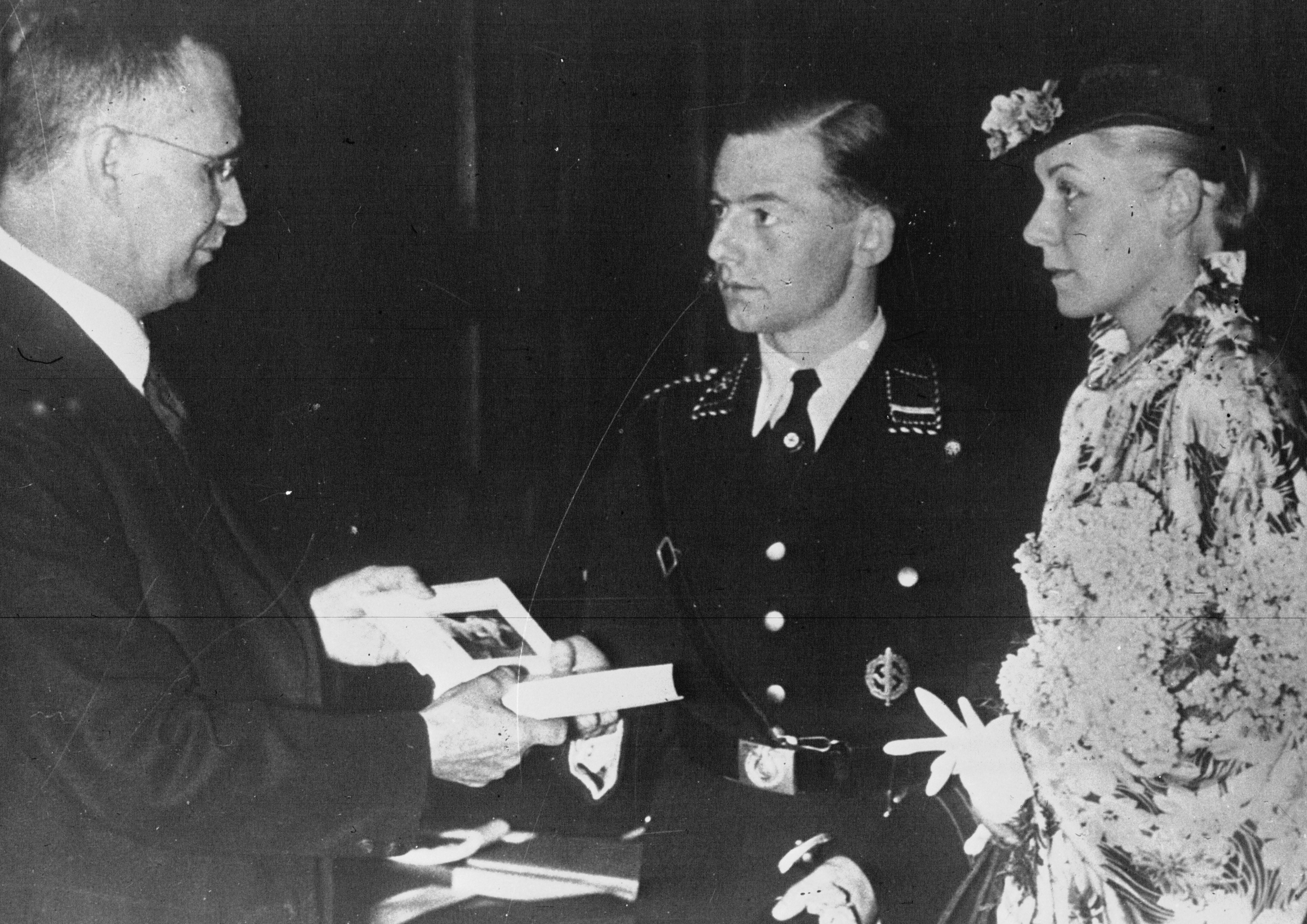
Un mariage en Allemagne en 1936. « Le chancelier Hitler a décidé d'offrir à chaque ménage, à l'occasion de leur mariage, un exemplaire de son livre Mein Kampf. »

Le livre est ensuite traduit en seize langues étrangères, dont une dizaine par l'éditeur officiel. Pour des raisons politiques, les versions traduites sont souvent expurgées, modifiées ou inexactes. Par conséquent, on y trouve de nombreuses divergences idéologiques et sémantiques, parfois même jusqu'à rendre certaines versions tout à fait incohérentes et illisibles. Du reste, Hitler lui-même ne tenait pas à ce que le public étranger, notamment français, devine ses véritables intentions, et préférait la diffusion d'une version expurgée de ses passages les plus virulents.
À partir de 1933, le livre devient une référence politique et est édité en plusieurs formats. On en fait notamment une version de luxe destinée aux dignitaires nazis. Une version en braille a également été publiée.
En 2015, les ventes totales de Mein Kampf depuis sa parution sont estimées à 80 millions d'exemplaires. Selon cette estimation, et d'après les estimations de Ian Kershaw plus haut mentionnées, 70 millions d'exemplaires auraient été autorisés après la chute du Troisième Reich.
En janvier 2014, le site d'investigation Vocativ (en) publie une étude, « malheureusement non étayée par des chiffres indiscutables » d'après Bertrand Guyard du Figaro, indiquant que la version e-book de Mein Kampf serait en tête des ventes sur la librairie en ligne Amazon (où une centaine de titres sont recensés), ainsi que sur iTunes, la plus importante plate-forme de téléchargement, et ce souvent sans que le texte soit précédé d'un avertissement au lecteur. L'auteur de l'enquête, Chris Faraone, fait remonter à 2008 la première version pour liseuse de Mein Kampf (en traduction anglaise), mais date ce qu'il appelle le « grand comeback de Hitler » à 2013, au moment de la sortie d'une version Kindle du livre (en traduction anglaise) pour 99 centimes. Montecristo Editora, éditeur brésilien d'une version à succès de l'ouvrage, indique que ses ventes ont connu une croissance soudaine à la fin de l'année 2013 et que les acheteurs sont principalement américains et européens. Vocativ explique ces ventes par la crise économique, le goût de l'interdit et le format numérique lui-même, qui permet au lecteur de satisfaire sa curiosité en toute discrétion. Pour Hadrien Gardeur, cofondateur de la librairie en ligne Feedbooks, cette augmentation vient de l’effet « papier kraft » encouragé par les e-books : « C’est un peu comme dans les pays où l’on n’a pas le droit de boire de l’alcool dans la rue. Les gens mettent du papier kraft autour de la bouteille. » Selon Elite Minds, autre éditeur de l'ouvrage, « sa popularité a augmenté à cause d’un intérêt académique important pour le sujet ». Pour Robert Singer, président du Congrès juif mondial, « l’augmentation des ventes en livre numérique vient des néonazis et skinheads qui idolâtrent le plus grand monstre de l’histoire ». En France, les Nouvelles Éditions latines disposaient de l'exclusivité des droits jusqu'en 2016. 

## Contenu
C'est tout à la fois un document autobiographique, le récit de la naissance et du premier développement du Parti nazi, et un essai et manifeste politique qui énonce les bases idéologiques du programme politique de son auteur. Mein Kampf exprime plusieurs ambitions difficilement dissociables : le désir d'élimination des Juifs et des Tziganes au nom d'une théorie raciale, d'une militarisation expansionniste et d'un renouveau national allemand teinté de revanchisme.
Il annonce sans ambiguïté le programme du Parti nazi, fondé notamment sur la volonté de réunification des territoires à population germanique (le pangermanisme) ainsi que la nécessité de s'assurer, en Europe de l'Est, un « espace vital » allemand. Il comporte des menaces précises, qui ont fait écrire au maréchal Hubert Lyautey : « Tout Français doit lire ce livre ».

De même, le futur pape Pie XII déclare en 1929 : 

« Ou bien je me trompe vraiment beaucoup, ou bien tout cela ne se terminera pas bien. Cet être-là est entièrement possédé de lui-même : tout ce qu'il dit et écrit porte l'empreinte de son égoïsme ; c'est un homme à enjamber des cadavres et à fouler aux pieds tout ce qui est en travers de son chemin — je n'arrive pas à comprendre que tant de gens en Allemagne, même parmi les meilleurs, ne voient pas cela, ou du moins ne tirent aucune leçon de ce qu'il écrit et dit. — Qui parmi tous ces gens, a seulement lu ce livre à faire dresser les cheveux sur la tête qu'est Mein Kampf, ? »

Selon Adolf Hitler :

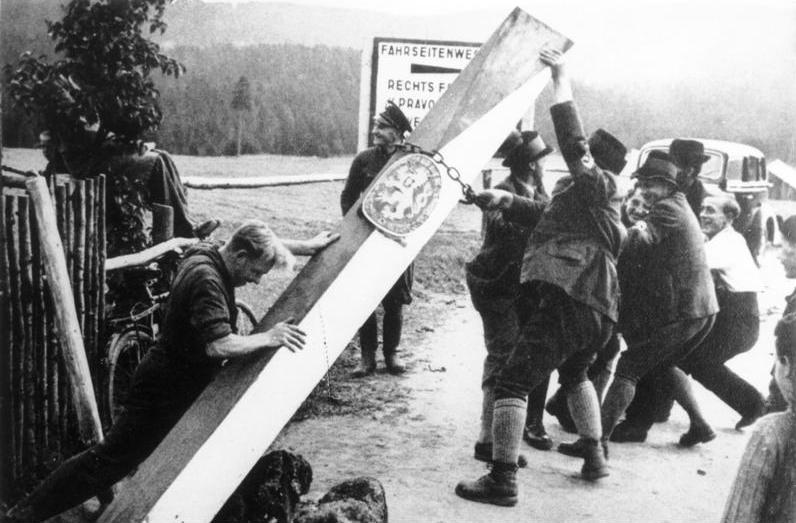
Destruction d'un poste frontière lors du rattachement des Sudètes à l'Allemagne au détriment de la Tchécoslovaquie le 19 septembre 1938.

- La cartographie de l'Europe, issue du traité de Versailles (« Diktat de Versailles »), est inacceptable, car elle a pour conséquence immédiate l'éclatement des peuples de culture allemande.
- L'Autriche et les minorités allemandes de Tchécoslovaquie et de Pologne doivent être rattachées à l'Allemagne en un seul espace géographique, le « Grand Empire » (Großdeutsches Reich) : « Une heureuse prédestination m'a fait naître à Braunau am Inn, bourgade située précisément à la frontière de ces deux États allemands dont la nouvelle fusion nous apparaît comme la tâche essentielle de notre vie, à poursuivre par tous les moyens[20]. »
- Pour assurer l'épanouissement du peuple allemand réunifié, il préconise la voie des chevaliers teutoniques : « conquérir par l'épée allemande le sol où la charrue allemande devrait faire pousser le blé pour le pain quotidien de la nation ».
- Cela nécessite de réarmer le pays et d'atteindre l'autosuffisance économique par une série de conquêtes territoriales.
- Le nouvel essor de la nation allemande doit se faire notamment au détriment des territoires russes, des pays d'Europe centrale et danubienne, mais aussi à l'ouest, au détriment de la France qu'il considère comme « inexorable et mortelle ennemie du peuple allemand ».

Les points suivants sont traités dans le livre, mais pas nécessairement dans le même ordre.
- Hitler commence par rappeler qu'il est né à la frontière austro-allemande. Il y voit un signe du destin suggérant qu'il doit unifier les peuples de langue germanique, plus particulièrement qu'il doit « ramener l'Autriche allemande à la patrie allemande » (incarnée par le Reich allemand de Bismarck), selon le principe qu’« un même sang appartient à un même peuple[21] ». L'unification allemande est vue comme la condition préalable au développement d'une politique coloniale, elle-même condition de prospérité économique et démographique. « Lorsque le territoire du Reich contiendra tous les Allemands, s'il s'avère inapte à les nourrir, de la nécessité de ce peuple naîtra son droit moral d'acquérir des terres étrangères. La charrue fera alors place à l'épée, et les larmes de la guerre prépareront les moissons du monde futur. »[21]

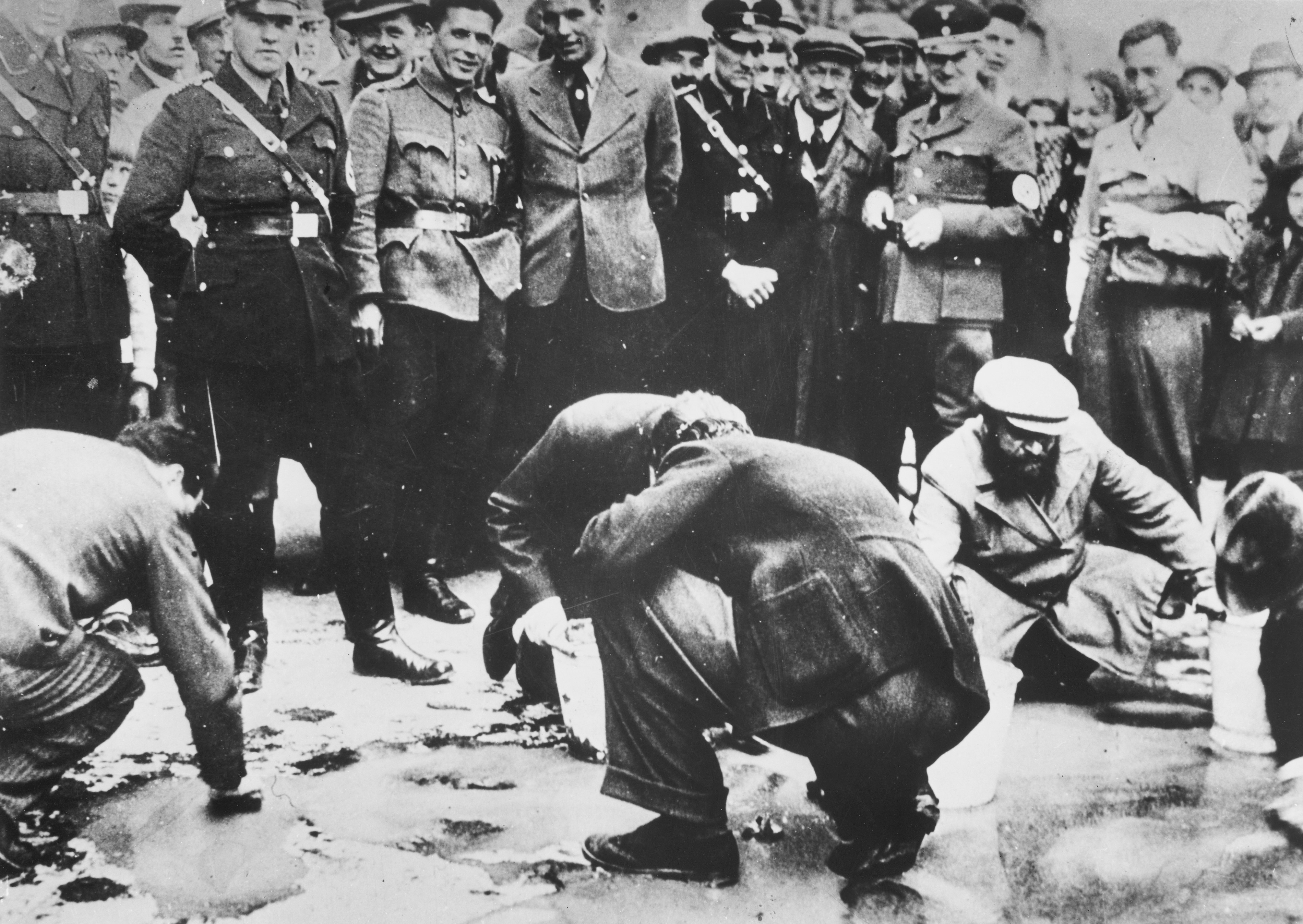
Après l'annexion par l'Allemagne, de nombreux juifs de Vienne subirent des humiliations par les nazis, comme le nettoyage des trottoirs de la ville, avec l'approbation d'une partie de la population.

- Lors d'une brève affectation à Berlin (à l'époque en pleine disette) à la fin 1916[note 2], il « découvre » que : « Les bureaux étaient bondés de Juifs. Presque tous les secrétaires étaient Juifs, et tout Juif, secrétaire. Je m'étonnais de cette abondance d'embusqués du peuple élu et ne pouvais faire autrement que de comparer leur nombre à celui de leurs rares représentants sur le front[22]. » Selon Hitler, les « Juifs » sont non seulement des « planqués », mais encore, ils exploitent économiquement le peuple allemand à leur seul profit et camouflent cette activité en tentant de susciter la discorde (Bavière contre Prusse, grève des munitions, etc.).
- Il raconte la nuit où « la vérité se fit jour dans [son] esprit » et où il « comprit en pleurant jusqu'au matin que le peuple juif travaillait délibérément à la ruine de l'Europe, et de l'Allemagne en particulier ».
- Il développe sa théorie de la chute des civilisations antérieures : la domination se traduit par l'extension territoriale, qui aboutit au métissage, qui à terme se traduit par une « dégénérescence de la race initiale », laquelle mène inéluctablement à la décadence.
- Il y développe aussi sa vision du racisme : d'après lui, les peuples « inférieurs » ne peuvent espérer survivre qu'en se métissant avec les peuples « supérieurs », en ont l'obsession, et parviennent à leurs fins quand ces derniers sont totalement métissés, et ne constituent plus un danger pour eux. C'est selon lui ce qui commence à se produire en Europe, y compris en Allemagne. C'est là une idée qui a pu être trouvée par exemple chez Gobineau.
- « Le Parti national-socialiste des travailleurs allemands tire les caractères essentiels d’une conception raciste (völkisch) de l’univers[23]. »
- Il annonce sa position sur les rapports relatifs du parti et de la propagande : plus la propagande est efficace et moins il y aura besoin d'avoir de membres dans le parti, ceux-ci étant du même coup à la fois plus sûrs et plus faciles à surveiller.
- Sur le plan organisationnel, il souligne les leçons à prendre de l'Église catholique : « Elle a reconnu très justement que sa force de résistance ne réside pas dans un accord plus ou moins parfait avec les résultats scientifiques du moment, résultats d'ailleurs jamais définitifs, mais dans son attachement inébranlable à des dogmes établis une fois pour toutes, et qui seuls confèrent à l'ensemble le caractère d'une foi. »[24]

- Selon son livre :

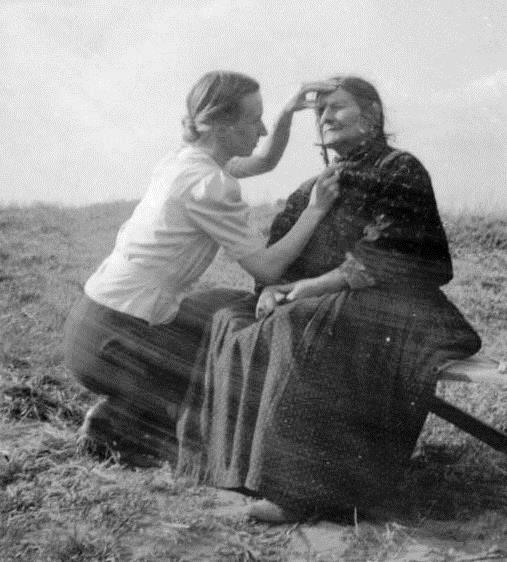
Eva Justin procédant à des mesures anthropométriques d'une femme rom.

  - Les individus handicapés doivent être éliminés (eugénisme actif) : « Anéantir avec une décision brutale les rejetons non améliorables. »[25]
  - « L'Aryen est le Prométhée de l'humanité […] »[26].
  - Les peuples « inférieurs » doivent être asservis aux peuples « supérieurs » (dont le peuple allemand).
  - Tout peuple « supérieur » autre que le peuple allemand, s'il en existe, doit lui aussi être éliminé sans délai, car il constitue un danger[réf. nécessaire]. Le métissage serait une autre façon de neutraliser leur danger à terme, mais ce serait au prix d'une perte d'identité de la « race ». Il faut interdire le métissage et il faut que le peuple menacé élimine l'autre.
- La France est désignée comme un ennemi à abattre pour ses manœuvres anti-allemandes, considérées d'ailleurs comme logiques : « Je ne croirai jamais à une modification des projets que la France nourrit à notre égard ; car ils ne sont, au fond, que l'expression de l'instinct de conservation de la nation française. Si j'étais français et si, par conséquent, la grandeur de la France m'était aussi chère que m'est sacrée celle de l'Allemagne, je ne pourrais et ne voudrais agir autrement que ne le fait, en fin de compte, un Clemenceau. »
- Autre citation : « C'est seulement lorsque ceci sera bien compris en Allemagne, quand on ne laissera plus la volonté de vivre de la nation s'égarer dans une défense purement passive, mais qu'on rassemblera toute notre énergie pour une explication définitive avec la France, et pour cette lutte décisive, qu'on jettera dans la balance les objectifs essentiels de la nation allemande, c'est alors seulement qu'on pourra mettre un terme à la lutte interminable et essentiellement stérile qui nous oppose à la France ; mais à condition que l'Allemagne ne voie dans l'anéantissement de la France qu'un moyen de donner enfin à notre peuple, sur un autre théâtre, toute l'extension dont il est capable. »

## Plan
N.B. : plan de l'édition française (Nouvelles Éditions latines)

### TomeI: bilan
Préface de l'auteur
1. La Maison familiale[note 3]

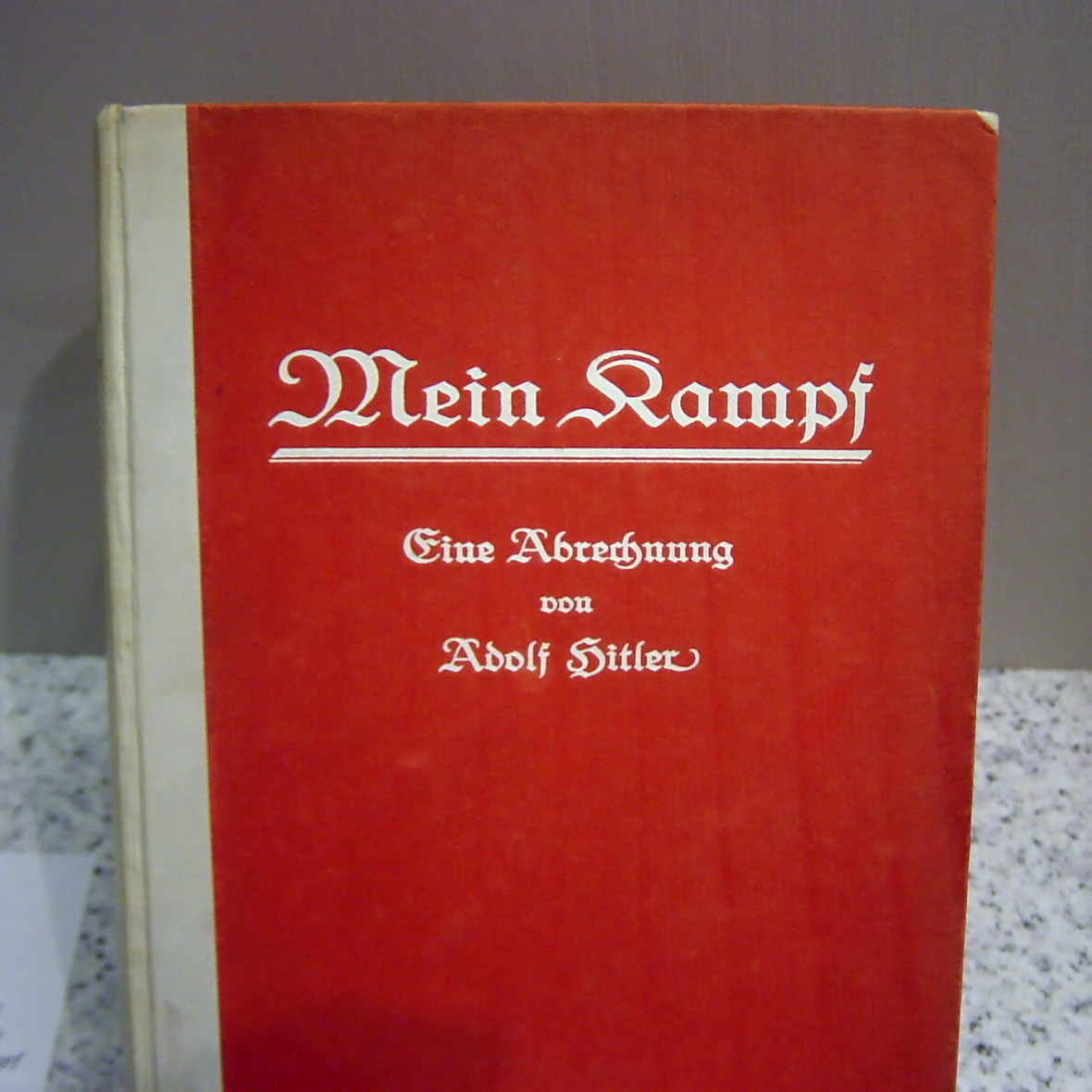
Première édition de Mein Kampf, juillet 1925.

2. Années d'études et de souffrance à Vienne[note 4]
3. Considérations politiques générales touchant mon séjour à Vienne
4. Munich
5. La guerre mondiale
6. Propagande de guerre
7. La Révolution
8. Le commencement de mon activité politique
9. Le parti ouvrier allemand
10. Les causes de la débâcle
11. Le peuple et la race
12. La première phase du développement du parti ouvrier allemand national-socialiste

### TomeII: le mouvement national-socialiste
1. Opinion philosophie et parti
2. L'État
3. Sujets de l'État et citoyens
4. La personnalité et la conception raciste de l'État
5. Conception philosophique et organisation
6. Lutte des premiers temps – L'importance de la parole
7. La lutte contre le front rouge
8. Le fort est plus fort quand il reste seul
9. Considérations sur le sens et l'organisation des sections d'assaut
10. Le fédéralisme n'est qu'un masque
11. Propagande et organisation
12. La question corporative
13. La politique allemande des alliances après la guerre
14. Orientation vers l'Est ou politique de l'Est
15. Le droit de légitime défense

## L'édition française
Charles Maurras de l'Action française, parmi d'autres, souhaite disposer d'une traduction non expurgée de Mein Kampf, d’une part afin de démasquer qui, sur la scène politique française, est proche du nazisme, d’autre part pour cerner l’idéologie nazie. Il est très loin d'être le seul. En effet, le paradoxe de ce livre veut que la traduction intégrale soit voulue à la fois par ses émules et par ses contradicteurs. Tel est encore le cas aujourd'hui.
À l'automne 1933, le général Georges Jacques Lachèvre, Saint-Cyrien, général de brigade, grand officier de la Légion d’honneur, actif au ministère des Anciens combattants, convoque André Calmettes, polytechnicien (promotion 1922) et germaniste, et lui remet les deux tomes de Mein Kampf en allemand ; il lui demande de lui dire ce qu’il penserait d’un extrait à l’usage du public français. André Calmettes conclut à une traduction intégrale. Avec une équipe de collaborateurs, il s’attelle à la traduction du texte en cinq mois, d'octobre 1933 à février 1934. Pour l'édition, Jacques Lachèvre contacte Fernand Sorlot, éditeur fasciste, qui accepte de s'engager dans le projet malgré les droits de l'auteur et de l'éditeur allemand, Franz-Eher-Verlag (en). Le ministère des Anciens combattants n'est mentionné à aucun moment, de manière à ne pas compromettre directement le gouvernement.
La LICA (Ligue internationale contre l'antisémitisme, qui deviendra la LICRA), organisation de gauche fondée en 1927 par, entre autres, Lazare Rachline et Bernard Lecache, noue une alliance secrète avec l'éditeur Fernand Sorlot appartenant à un bord politique complètement opposé : préalablement à l'édition, la LICA (certains de ses membres ayant le soutien d'hommes d'affaires) lui verse une importante somme d'argent, 50 000 francs, correspondant à l’achat de 5 000 exemplaires de l'ouvrage ; 1 000 exemplaires doivent être écoulés par la LICA, les 4 000 autres sont destinés à « tout ce qui compte dans la nation, professeurs de faculté, membres de l'Institut, chefs militaires, présidents des tribunaux, ecclésiastiques de toutes les religions, syndicats patronaux et ouvriers, cercles, légations, etc. » Un des contributeurs, Marcel Bleustein-Blanchet, indique que lorsque le livre a paru, il a été envoyé notamment à tous les députés et sénateurs. Un sondage a été fait auprès d'une vingtaine de destinataires : aucun n'avait lu Mein Kampf. « Ils l'avaient reçu comme un calendrier et rangé dans un coin. »
En février 1934, la maison d'édition proche de l'Action française, les Nouvelles Éditions Latines — toutes nouvelles de fait, puisqu'elles ont été fondées en 1928 par Fernand Sorlot, proche de la droite maurassienne germanophobe — publie Mein Kampf en français. L'ouvrage, ramené à un seul volume de 688 pages sous-titré Mon Combat, est tiré à 8 000 exemplaires.
Au printemps 1934, Hitler apprend la traduction intégrale et la publication de Mein Kampf en France. Il est furieux. En effet, proposer des traductions expurgées fait partie de son système de propagande qui prévoit des publications tenant compte des conditions particulières et des manières de voir qui règnent dans les pays auxquels il les destine : « Par cette méthode, on obtiendra ce résultat qu’une thèse, conforme aux intérêts de l’Allemagne, sur la question des minorités nationales en Europe, sera présentée, pour être publiée dans les différents pays, de façon à s’adapter aux différentes manières de voir. »Dans cette optique, il autorisera une traduction en 1938 aux Éditions Fayard. Celle-ci est allégée, expurgée, voire carrément falsifiée. Une phrase comme : « […] la France nation impérialiste est l’ennemie mortelle de l’Allemagne […] » reste, mais par le biais d'une citation de l'un des discours rapportés, y devient quelques pages plus loin « La frontière entre l’Allemagne et la France est définitivement fixée. Les peuples français et allemands égaux en droit ne doivent plus se considérer comme ennemis héréditaires mais se respecter réciproquement. »
Il décide alors, via la maison d'édition Verlag Franz Eher à laquelle il a donné tous les droits de reproduction et de traduction, de poursuivre les Nouvelles Éditions Latines devant le tribunal de Commerce de la Seine pour atteinte au droit d'auteur et contrefaçon. Il demande la mise au pilon de l'ouvrage, une amende de 1 000 francs par exemplaire et des dommages et intérêts d'un montant de 10 000 francs.
Hitler est alors considéré en France comme un simple écrivain. Il saisit la Société des gens de lettres qui s'associe à sa plainte. Les juges estiment que « cette œuvre représente un effort de création », reconnaissant donc le bien-fondé de la plainte.
Lors de son procès, Fernand Sorlot est défendu par les avocats Louis Gallié et Philippe Lamour. Considérant qu'il s'agit d'Hitler auteur littéraire et non d'Hitler chancelier du Reich, Philippe Lamour récuse l'intervention de l'ambassade allemande et exige qu'Hitler constitue personnellement avoué auprès du tribunal. Hitler s'y résout non sans avoir fait connaître son mécontentement au gouvernement français. Philippe Lamour profite de ce procès pour montrer le nazisme sous son vrai jour et fustiger les dangers de la politique exercée par les démocraties. Les défendeurs plaident que « l'intérêt public exige que tout Français sache que l'auteur notamment considère que la France est le plus infâme et le plus dangereux ennemi de l'Allemagne, qu'il convient de la frapper au cœur en concentrant toutes forces morales et physiques sans sacrifier la possibilité de les renforcer par des alliances avant d'entreprendre le règlement de comptes. » La justice accorde au plaignant un franc symbolique de dommages-intérêts et impose à l'accusé l'obligation de détruire son stock. En 1940, le livre est inscrit sur la liste Otto mais (selon son fils Jean) Fernand Sorlot parvient à en faire imprimer 15 à 20 000 exemplaires dans une imprimerie clandestine entre 1934 et 1940, et en offre 2 000 à la Résistance.
L'éditeur, Fernand Sorlot, souligne à plusieurs reprises l'actualité du livre et l'intérêt vital pour les Français de connaître ce « qui doit devenir désormais la Bible du peuple allemand ». En exergue sur la couverture figure donc une phrase du maréchal Hubert Lyautey : « Tout Français doit lire ce livre. » Dans son ouvrage, Antoine Vitkine fait justice d'une légende qui s'est constituée autour de cette phrase souvent citée de Lyautey. Après le procès, la C.G.C. (Confédération de Groupements des Contribuables), puissante association politiquement très à droite, patronnée par Lyautey, publie une brochure : « Mein Kampf ou le livre interdit aux Français ». Les auteurs, Charles Kula et Émile Bocquillon, disent approuver le chancelier « sur près des deux tiers » de ses idées, en particulier sur les juifs, le marxisme, le bolchevisme, la franc-maçonnerie, la presse. Et Lyautey les en félicite, ce qui donne à sa phrase une certaine ambiguïté.
Dans l'« Avertissement des éditeurs » rédigé par le général Lachèvre mais signé abusivement par Sorlot dans l'édition imprimée, il relève les menaces très lourdes à l'endroit de la France et souligne que « [ce] livre qui, répandu en Allemagne à plus d'un million d'exemplaires, a eu sur l'orientation soudaine de tout un peuple une influence telle, qu'il faut, pour en trouver l'analogue, remonter au Coran. » Hitler ayant « obstinément refusé de [le] laisser publier en français […] [nous] avons pensé qu'il était de l'intérêt national de passer outre à ce refus, quelles que puissent être pour nous-mêmes et pour la jeune maison que nous avons fondée les conséquences de notre initiative. ».
Indiquant que Hitler considère la France comme le principal obstacle à ses visées, il le cite : « Ces résultats ne seront atteints ni par des prières au Seigneur, ni par des discours, ni par des négociations à Genève. Ils doivent l'être par une guerre sanglante. » Il objecte encore : « Les paroles et les écrits publics d'un homme public appartiennent au public » et conclut : « M. Frick […] disait : « Pour les nationaux-socialistes, le droit c'est ce qui sert le peuple allemand. L'injustice, c'est ce qui lui porte dommage. » Nous avons simplement pris à notre compte cette vigoureuse définition. »
La traduction — issue de l'édition allemande de 1933 parue chez Franz Eher, à Munich — se veut intégrale et neutre, avec quelques notes éparses, mais sans commentaire. Dans le jugement rendu par le tribunal de commerce de la Seine le 18 juin 1934, il est indiqué que la fidélité de la traduction n'est pas contestée.
Plus récemment, Jacqueline Carnaud, traductrice spécialiste de la même période, dit de cette traduction intégrale de 1934 : « C’est du beau style, du langage fleuri, ce qu’on appelle une merveilleuse traduction. »
En revanche, l'équipe éditoriale qui publie en 2021, chez Fayard, la version critique Historiciser le mal considère, quant à elle, que la traduction fait preuve de parti-pris anti-allemands et antisémites.

### L'opinion du traducteur
Le 25 février 1934, le traducteur André Calmettes publie un article dans le Journal de l'École polytechnique (dont il est issu) : « Pourquoi j’ai traduit Mein Kampf ».

« Je n’ai pas traduit Mein Kampf sans but ni raison. Ce pensum de huit cents pages, je me le suis infligé de bon cœur pour les miens et pour mes amis, mais aussi pour tous les hommes et pour toutes les femmes de bonne volonté, surtout pour les jeunes.
Je n’ai pas l’intention d’indiquer ici les conclusions que chacun doit tirer du livre ; autrement je l’aurais analysé et commenté, non pas traduit. Mais il ne me convient pas de laisser à la critique seule le soin de présenter mon travail ; je ne veux pas de malentendu sur mes intentions, ni les choisir après parmi toutes celles que l’on me prêtera.
Certes, cet ouvrage livré au public allemand en 1926-1928, jette une clarté singulière sur la politique allemande de l’après-guerre. En l’ignorant, nous satisfaisant de manière bien facile de révélations au compte-gouttes, nous étions ridicules et stupides ; nous découvrions des fragments minimes d’une vérité que l’on nous jetait au visage en huit cents pages serrées.
Certes aussi, les prophéties de cet ouvrage engagent l’avenir. La doctrine d’action politique, complaisamment développée, demeure actuelle. Le livre constitue le dogme du parti qui mène l’Allemagne actuelle, dogme d’une agissante majorité, dogme demain de l’Allemagne entière. Je dis bien dogme, et je pense au Coran.
Mais il faut bien se garder de restreindre la portée du présent ouvrage. Il ne faut pas suivre Hitler polémiste qui dit quelque part d’un livre qu’il juge révélateur de l’esprit des Juifs : “quand cet ouvrage sera devenu le livre de chevet d’un peuple, le péril juif sera conjuré”. Il ne faut pas lire Mein Kampf en se plaçant au point de vue d’un “péril allemand” ou au point de vue de notre seule mitoyenneté.
Il faut se mettre sur un plan largement humain. L’ouvrage même autorise à le faire. Il s’agit d’un document ample, tiré à près d’un million d’exemplaires en Allemagne, traduit dans plusieurs pays. Il a été écrit par un Allemand pour les Allemands, mais il touche des problèmes politiques, sociaux, et de morale, qui se posent à tous les peuples. La traduction en est intégrale : on n’a pas le droit, sur quinze ou sur cent versets du Coran, de parler de l’islamisme, ni, sur dix pages de Mein Kampf de parler de l’hitlérisme ; et la lecture des passages secondaires sera aussi féconde que celle des passages réputés essentiels.
Ainsi lu, cet ouvrage aidera à pénétrer la mentalité allemande, une des faces de cette mentalité anglo-saxonne que nous ne daignons pas étudier et comprendre, mais dont nous ne pouvons nous défendre de subir les manifestations ; attitude bornée et dangereuse : que l’on apprécie ce que nous a coûté depuis quinze ans notre incompréhension de l’Angleterre, des États-Unis, de l’Allemagne.
Mon travail aurait atteint son but dernier s’il tournait les Français vers ce problème.
Mais on me parlera de la guerre : elle naît bien souvent de l’avidité de quelques-uns et de la peur d’une multitude ; elle ne saurait trouver de terrain plus favorable que celui de l’ignorance et de l’incompréhension mutuelles que j’ai voulu combattre. »

— André Calmettes, Journal de l'École polytechnique, 25 février 1934.
En février 1936, à l'occasion d'un entretien, Bertrand de Jouvenel demande à Hitler pourquoi il n'a pas modifié les chapitres consacrés à la France avant chaque nouvelle édition :

« J'étais en prison quand j'ai écrit ce livre, les troupes françaises occupaient la Ruhr. C'était le moment de la plus grande tension entre les deux pays. Oui, nous étions ennemis ! Et j'étais avec mon pays, comme il sied, contre le vôtre. Comme j'ai été avec mon pays contre le vôtre durant quatre ans et demi dans les tranchées ! Je me mépriserais si je n'étais pas avant tout allemand quand vient le conflit… Mais aujourd'hui, il n'y a plus de conflit. Vous voulez que je fasse des corrections dans mon livre, comme un écrivain qui prépare une nouvelle édition de ses œuvres ? Mais je ne suis pas un écrivain, je suis un homme politique. Ma rectification ? Je l'apporte tous les jours dans ma politique extérieure toute tendue vers l'amitié avec la France… Ma rectification, je l'écrirai dans le grand livre de l'Histoire ! »

### Rééditions après la guerre
En France, après la guerre, Fernand Sorlot procède à la réédition de l’œuvre, considérant que ce ne sont pas seulement les Français des années 1930-1940 qui devaient connaître ce livre, mais également les jeunes, notamment ceux qui, à une enquête célèbre, répondaient : « Hitler ? Connais pas. » En 1978, la LICA, poursuit en justice Fernand Sorlot, défendu par Raymond de Geouffre de la Pradelle, qu'elle avait, avant guerre, incité à publier Mein Kampf.
À l'issue du procès, la LICA obtient 80 000 francs de dommages et intérêts, bien qu'elle n'ait pu justifier « d'aucun préjudice subi par elle, ou par ses adhérents, du fait de cette réédition. »[non neutre]

## Statut juridique, rééditions et adaptations
« C'est la honte qui domine chez moi. Voilà le bilan que je tire des trois années de travail sur Mein Kampf. Le fait qu'un peuple comme le peuple allemand, qui était considéré non sans raisons comme le peuple des poètes et des penseurs, soit tombé dans le piège de cet homme ne m'inspire finalement qu'un grand sentiment de honte. Je ne peux pas le formuler autrement. »

— Christian Hartmann de l'Institut d'histoire contemporaine de Munich
Adolf Hitler étant mort en 1945, son ouvrage est entré dans le domaine public le 1er janvier 2016, à l'instar des œuvres de n'importe quel auteur 70 ans après sa mort. Cette situation est à l'origine de débats qui opposent la liberté d'expression à la lutte contre le racisme, ou consistant à déterminer si la diffusion de l'ouvrage présente intrinsèquement un caractère incitatif ou si celle-ci peut au contraire être envisagée comme un moyen de lutter contre le nazisme : diffuser le texte commenté permettrait de mieux faire connaître le contenu de l'idéologie nazie, et donc de mieux lutter contre elle, voire de se prémunir contre les techniques déployées pour instaurer un régime totalitaire.
Si le contexte dans lequel l'ouvrage a été rédigé est aujourd'hui désuet, les idées ultra-nationalistes et ouvertement racistes qu'il contient, mais aussi les logiques qu'il met en place comme les fondements mentaux sur lesquels il s'appuie (haine des étrangers, oppression des minorités, propension à la violence, pouvoir de fascination de la dictature…), n'en demeurent pas moins dangereux car potentiellement explosifs à l'époque contemporaine, dans une Europe où s’exacerbent les crispations identitaires et la xénophobie, mais aussi dans des pays culturellement plus éloignés comme en témoigne le succès de l'ouvrage en Inde ou dans sa traduction en langue arabe. Alors que le texte est facilement disponible sur Internet (dans des éditions neutres mais aussi apologétiques), une réédition papier, accompagnée d'un solide appareil critique, semble une nécessité, même si cela fait encore débat.

### En Allemagne

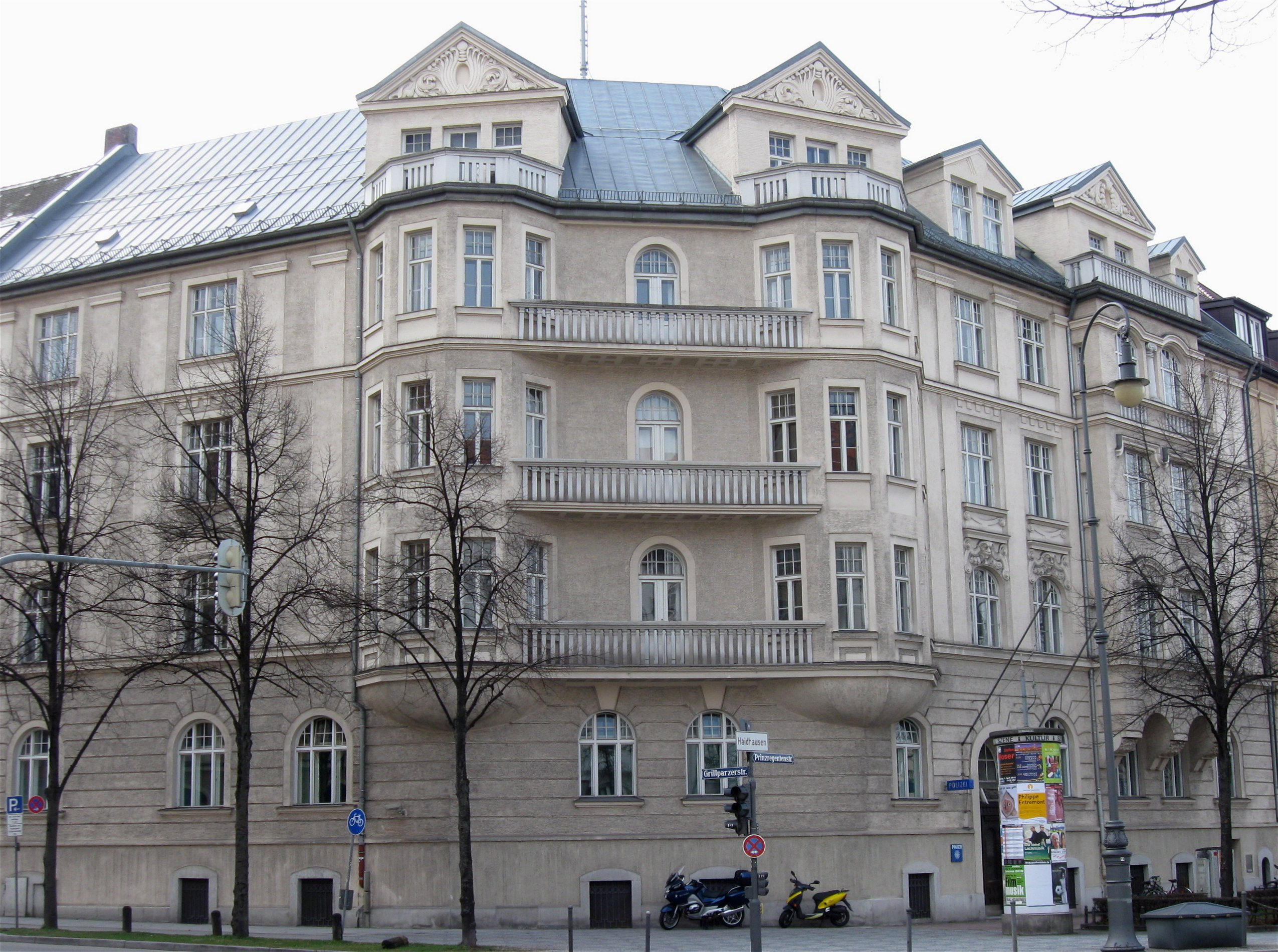
16, Prinzregentenplatz à Munich (2010).

Malgré les soubresauts de l'histoire, Hitler est toujours resté domicilié à Munich, au 16 de la Prinzregentenplatz où il avait ses appartements privés (en).
Le Land de Bavière, ayant hérité de tous les biens d'Adolf Hitler, détenait de ce fait les droits d'auteur internationaux de Mein Kampf jusqu'au 31 décembre 2015. En tant qu'administrateur de la succession d'Hitler, le ministère des Finances exerçait pleinement ses droits d'auteurs, donnant avec conditions (éditions partielles, obligation d'ajouts de commentaires critiques), ou refusant aux éditeurs, le droit de publier de nouveau Mein Kampf, pour empêcher toute exploitation idéologique ou commerciale du livre. La réédition intégrale du livre était ainsi interdite, seule était autorisée la vente des livres publiés avant 1945. Après l'arrivée du livre dans le domaine public, le Land de Bavière n'exerce plus de droits patrimoniaux sur le texte, mais conserve des droits moraux, notamment celui du « respect de l'œuvre » et la défense de son « intégrité ».
En Allemagne, l’Institut d’histoire contemporaine (IFZ) de Munich, qui avait déjà réédité les discours d’Hitler dans l'indifférence générale, publie le 8 janvier 2016 une nouvelle édition de Mein Kampf accompagnée de 3 500 notes visant à expliciter le texte original. Il s'agit d'un travail commencé en 2009 par l’historien Christian Hartmann et trois de ses confrères.

### Au Canada (Québec)
Au Québec, il est possible de se procurer Mein Kampf, autant dans les librairies indépendantes que dans celles des grandes chaînes de magasins. Il n'existe aucune loi limitant la vente de ce livre.

### En France

#### Jusqu'en 2016
En France, les Nouvelles Éditions latines (N.E.L.), qui sont liées à la droite nationaliste française germanophobe, ont publié en 1934 la traduction intégrale de l'ouvrage, sans l'autorisation de l'auteur, et proposent depuis cet ouvrage dans leur catalogue. Quelques centaines d'exemplaires par an sont écoulés, l'institut GFK estimant au total à 2 500 le nombre de ventes annuelles dans le pays.
En 1934, l’éditeur munichois de l'ouvrage engage une action en contrefaçon à l’encontre de l'édition française, non autorisée et en exergue de laquelle le maréchal Lyautey est cité : « Tout Français doit lire ce livre. » Le tribunal de commerce de la Seine estime que « cette œuvre représente un effort de création », et donne gain de cause à l'éditeur d’Hitler. En 1938, une nouvelle traduction, sans les passages anti-français, est proposée par Fayard sous le titre Ma doctrine.
En 1979, la Ligue internationale contre le racisme et l'antisémitisme (LICRA) intente une action en justice afin que celle-ci tranche sur le statut de l'ouvrage : document historique, ou incitation à la haine raciale ? L'éditeur français est condamné pour ce dernier motif en 1978, puis la cour d'appel de Paris tranche, dans un arrêt du 11 juillet 1979, en faveur de la première interprétation, autorisant donc la vente du livre, compte tenu de son intérêt historique et documentaire, mais assortit cette autorisation de l'obligation d'insérer en tête d'ouvrage, juste après la couverture et avant les pages de garde, un texte de huit pages. Ce texte met en garde le lecteur, notamment en rappelant par quels aspects l'ouvrage ne respecte pas la loi sur la liberté de la presse du 29 juillet 1881 modifiée par la loi du 3 juillet 1972, et en faisant suivre ce rappel des dispositions légales par un survol historique des méfaits du Troisième Reich.

#### Passage dans le domaine public
Depuis le 1er janvier 2016, les N.E.L. ne sont plus en situation d'exclusivité, et d'autres éditeurs peuvent proposer de nouvelles traductions du texte.
En France, les éditions Fayard — déjà éditrices du livre en 1938 — annoncent, le 14 octobre 2015, qu'elles publieront une réédition de Mein Kampf en 2016. Cette nouvelle édition est traduite par Olivier Mannoni et se réalise sous le contrôle d'un comité d'historiens français et étrangers — avec les historiens spécialistes français Florent Brayard et allemand Andreas Wirsching qui en assurent la codirection — qui établit depuis plusieurs années l'appareil critique,. La traduction, contrairement à l'ancienne, se veut fidèle au texte, sans ajouts littéraires, Olivier Mannoni déclarant : « La première caractéristique de ce texte, c’est son illisibilité. Le texte est confus, hypnotique par sa confusion même. »
Parmi les nombreuses réactions suscitées par cette annonce, Jean-Luc Mélenchon s'oppose à cette réédition du « texte principal du plus grand criminel de l'ère moderne » et « acte de condamnation à mort de six millions de personnes » dans une lettre ouverte adressée aux éditions Fayard,,.
Dans ce contexte de forte agitation médiatique, la nouvelle édition est reportée par Fayard à 2020, au plus tôt. Fayard sort finalement son édition critique en juin 2021, sous le titre Historiciser le mal, disponible chez les libraires sur commande uniquement, à un prix élevé (100 €), avec une couverture et une mise en page peu sophistiquées et sans qu'apparaisse le nom d'Hitler sur la couverture, tout cela allant à l'encontre des pratiques commerciales usuelles. L'éditeur insiste ainsi sur la valeur strictement scientifique de l'édition, l'objectif étant d'expliquer le livre original. Cette édition est surtout à destination des professeurs, étudiants et passionnés de cette époque. Les bibliothèques publiques peuvent obtenir gratuitement un exemplaire du livre. Les droits sont intégralement reversés à la Fondation Auschwitz-Birkenau.
Élie Barnavi a noté que l'appareil de notes de cette édition rappelle la mise en page talmudique. Cette référence est volontaire et explicite dans l'édition critique allemande publiée par l'Institut d'histoire contemporaine : l'introduction des éditeurs mentionne le Talmud comme source d'inspiration de leur choix typographique, illustrations photographiques à l'appui.

### En Inde
En Inde, le livre a été traduit dans plusieurs langues officielles de l'Inde. La version anglaise a été vendue à plus de 100 000 exemplaires de 2003 à 2010 par la maison d'édition Jaico (en). Son auteur y est considéré comme un personnage historique comme les autres, au point que son nom est devenu une marque commerciale et un nom commun pour désigner un trait de caractère d'une personne autoritaire ou très stricte.

### Aux Pays-Bas
Aux Pays-Bas, la possession de Mein Kampf (Mijn Kamp en néerlandais) est autorisée, mais pas sa vente, interdite depuis la fin de la Seconde Guerre mondiale, et pénalement punissable depuis 1987.

### En Russie
En Russie, les livres rédigés par les dirigeants de l'Allemagne nazie sont considérés comme des publications à caractère extrémiste, mais Mein Kampf n'était pas mentionné comme un ouvrage interdit jusqu'à fin mars 2010. L'interdiction a été promulguée à la suite d'une décision de justice du tribunal d'Oufa dans l'Oural, qui l'a qualifié d'extrémiste. Le parquet général russe a, depuis, fait figurer Mein Kampf sur la liste des livres interdits.

### En Suisse
En Suisse, la vente du livre n'est pas interdite légalement, mais celui-ci n'est pas en libre-service sur les rayons.
Selon Me Philippe Kenel, président genevois de la Ligue internationale contre le racisme et l'antisémitisme (LICRA) : « Même si la loi le permet, il s’agit d’une responsabilité morale. Je fais un appel à ces libraires pour le retirer. C’est une pratique irresponsable. »
Johanne Gurfinkiel, secrétaire général de la Coordination intercommunautaire contre l’antisémitisme et la diffamation (CICAD), a déclaré : « Ce n’est pas un ouvrage anodin. Je ne peux pas décemment imaginer qu’on le mette en accès libre. Le contenu est à vomir, ce n’est que de la curiosité macabre. Où se situe l’intérêt pédagogique de mettre ce ramassis d’immondices en librairie ? Les libraires doivent prendre leurs responsabilités,. »

### Diffusion en arabe
Une traduction en arabe réalisée par Luis al-Haj, originellement nommé Luis Heiden, qui avait fui en Égypte après la Seconde Guerre mondiale, est publiée en 1963. En 1995, le livre, dont la couverture arbore une croix gammée et une photo d'Hitler, est réédité par les éditions du Bisan à Beyrouth : 2 500 exemplaires ont été vendus jusqu'en 1996. Le livre est également distribué par Al-Shourouq à Ramallah pour les Territoires palestiniens.
Selon l'Agence France-Presse, le livre qui a été interdit par Israël est autorisé en 1999 par l'Autorité palestinienne. Il atteint la 6e place dans la liste palestinienne des meilleures ventes,. En 2007, il est présenté à la foire internationale du livre du Caire par une maison d’édition syro-égyptienne, al-Kitab al-Arabi, dont le représentant, Mahmoud Abdallah, déclare : « il [ce livre] représente une grande partie de notre succès, en particulier parmi le public des 18 à 25 ans. »

### Diffusion en manga
Mein Kampf a été publié en japonais sous forme de manga en l'an 2000 par les éditions East Press.